# Clément Cyriaque de Mangin
Clément Cyriaque de Mangin ou Demangin, né en 1570 à Gigny-sur-Saône à trois lieues de Chalon-sur-Saône, mort vers 1642 à Paris, est un poète et mathématicien français.

## Éléments de biographie
Fils d’Antoine le vieux et de Pierrette Groz, Clément Cyriaque Demangin suit des études brillantes au collège de Chalon sur Saône. Après ses cours de philosophie à Chalon, il devient précepteur du Seigneur de Serville puis part pour Paris où il vient étudier les mathématiques et la théologie, tout en conservant des attaches avec son village natal. On le retrouve sur les états civils en 1601, 1603, 1605, 1620 et 1625. À Paris, il bénéficié de l'estime du cardinal du Perron et enseigne les mathématiques au collège de Bourgogne. Il meurt le 24 octobre 1642.
D'après la Bibliothèque des auteurs de Bourgogne, de Mangin a obtenu gratuitement  le bonnet de docteur médecine le 22 juin 1600 à Bologne, et n'est revenu à Paris qu'après avoir voyagé en Allemagne, en Pologne, et aux Pays-Bas. Possédant l'hébreu, le grec et le latin, les auteurs le disent féru de poésies, méritant les éloges de Jacques Guijon (le précepteur de Saumaise, qui le nommait Apollo trilinguis) et du Père Louis-Jacob de Saint- Charles, qui louait son esprit.
problèmes d'identification
D'après des confidences de Claude Hardy, on l'identifie souvent avec Denis Henrion ou Pierre Hérigone. Ces rumeurs, accréditées par l’écrivain chalonais Perry et le Père Papillon, dans sa bibliothèque des auteurs de Bourgogne, parue à Dijon en 1742, sont communément acceptée dans la littérature anglo-saxonne et quelques français (notamment par Joseph-Marie Quérard), mais il est hautement probable que ces identifications sont infondées, Henrion étant décédé avant 1632.
Les critiques de De Mangin contre Viète
Charles Muteau confirme que Denis Henrion  publie à Paris, en 1616, un livre intitulé Problemata duo nobilissima, quorum nec analysin geometricam, videntu te nuisse Ioannes Regiomontanus et Petrus Nonius; nec demonstrandum satis accuratam repraesentasse, Francisci Vieta et Marinus Gethaldus  nunc demum a  Clemente Cyriaco  diligentius elaborata et novia analyseon formis exulta inscriptiones proeterca figurarum non injucundœ  dirigé contre Marin Ghetaldi (ce que confirme Ronald Calinger). Dans ce livre, Clément Cyriaque de Mangin attaque  Ghetaldi mais également Viète.
Ce livre fut en retour l'objet de critique du mathématicien de Raguse et de son ami écossais, le mathématicien d'Anderson. Pour lui répondre Ghetaldi publie de resolutione et compositione mathématica  et  Anderson publie Animadversionis in Franciscum Vietam a Clemento Syriaco nuper editae brevis diacrisis, en 1617  puis une reprise de ces travaux intitulée Exercitatiorum mathematicarum Decas primas, en 1619.
Pour finir, cette œuvre ultérieurement remaniée fut republiée, le tout remis en ordre, par Denis Henrion en 1621.

## Sources
1. ↑  Ouvrage collectif : Bibliothèque des auteurs de Bourgogne page 163
2. ↑  Louis-Jacob de Saint- Charles : Bibliographia Parisina, hoc est catalogus omnium librorum Parisiis annis 1643. & 1644. inclusive excusorum. Paris: Rolet Le Duc, 164
3. ↑  Charles Muteau : la galerie Bourguignonne, publiée chez J. Picard, Durand. Dumoulin, en 1858, page 250
4. ↑  Ronald Calinger : Vita mathematica: historical research and integration with teaching
5. ↑   Henri-Jean Martin :Livre, pouvoirs et société à Paris au XVIIe siècle, 1598-1701, Volume 1